# لذت دیوانگی
لذت دیوانگی فیلمی مستند به کارگردانی حنا مخملباف و بازیگری بی بی گل آصف، مرضیه مشکینی (همسر مخملباف) محسن و سمیرا مخملباف محصول سال ۲۰۰۳ است.